# Francis Wathier
Francis Wathier (* 7. Dezember 1984 in St. Isidore, Ontario) ist ein ehemaliger kanadischer Eishockeyspieler und derzeitiger -trainer, der im Verlauf seiner aktiven Karriere zwischen 2001 und 2015 unter anderem 636 Spiele in der American Hockey League (AHL) auf der Position des linken Flügelstürmers bestritten hat. Darüber hinaus absolvierte Wathier weitere zehn Partien für die Dallas Stars in der National Hockey League (NHL).

## Karriere
Francis Wathier begann seine Karriere als Eishockeyspieler in der kanadischen Juniorenliga Ligue de hockey junior majeur du Québec (LHJMQ), in der er von 2001 bis 2005 je zwei Jahre lang für die Olympiques de Hull bzw. Olympiques de Gatineau aktiv war. In diesem Zeitraum wurde er im NHL Entry Draft 2003 in der sechsten Runde als insgesamt 185. Spieler von den Dallas Stars ausgewählt. In der Saison 2005/06 spielte der Flügelspieler erstmals für Dallas’ Farmteam Iowa Stars in der American Hockey League (AHL), wobei er aufgrund einer Schulterverletzung während eines Großteils der Spielzeit aussetzen musste und nur elf Spiele bestreiten konnte. In der folgenden Spielzeit war der Linksschütze Stammspieler bei den Iowa Stars und spielte parallel in insgesamt 24 Spielen für deren Kooperationspartner Idaho Steelheads in der ECHL. Mit den Steelheads gewann er den Kelly Cup. 
Auch während der Saison 2007/08 verpasste Wathier einen Großteil der AHL-Spielzeit aufgrund einer Schulterverletzung. Zur folgenden Spielzeit wurden die Iowa Stars in Iowa Chops umbenannt. Ab dem Sommer 2009 steht der Kanadier für Dallas’ neues AHL-Farmteam Texas Stars auf dem Eis, mit denen er in der Saison 2009/10 erst im Playoff-Finale um den Calder Cup den Hershey Bears unterlag. Zudem gab er für die Dallas Stars sein Debüt in der National Hockey League (NHL), als er in fünf Spielen punktlos blieb. In der Saison 2010/11 bestritt er weitere drei Spiele für die Dallas Stars in der NHL, während er die gesamte restliche Spielzeit erneut bei den Texas Stars in der AHL verbrachte. Letztlich blieb der Kanadier bis in die Endphase der Spielzeit 2013/14 in der Organisation der Stars, ehe er an den AHL-Klub Milwaukee Admirals verliehen wurde. Nachdem er die Spielzeit 2014/15 bei den Portland Pirates verbracht hatte, zog sich Wathier im Alter von 31 Jahren aus dem Profibereich zurück.
Fortan war der Stürmer in der semiprofessionellen Ligue Nord-Américaine de Hockey (LNAH) aktiv, wo er zunächst zwei Jahre für die Prédateurs de Laval auflief. Danach war er zwischen 2017 und 2020 als Assistenztrainer bei seinem ehemaligen Juniorenteam Olympiques de Gatineau in der LHJMQ tätig. Parallel spielte er weiterhin sporadisch in der LNAH für die Assurancia de Thetford, mit denen er im Jahr 2022 die Ligameisterschaft in Form der Coupe Canam gewann.

## Erfolge und Auszeichnungen
| - 2003 Coupe-du-Président-Gewinn mit den Olympiques de Hull - 2004 Coupe-du-Président-Gewinn mit den Olympiques de Gatineau - 2007 Kelly-Cup-Gewinn mit den Idaho Steelheads | - 2011 Teilnahme am AHL All-Star Classic - 2017 Trophée Jonathan Delisle - 2022 Coupe-Canam-Gewinn mit den Assurancia de Thetford |

## Karrierestatistik
(Legende zur Spielerstatistik: Sp oder GP = absolvierte Spiele; T oder G = erzielte Tore; V oder A = erzielte Assists; Pkt oder Pts = erzielte Scorerpunkte; SM oder PIM = erhaltene Strafminuten; +/− = Plus/Minus-Bilanz; PP = erzielte Überzahltore; SH = erzielte Unterzahltore; GW = erzielte Siegtore; 1 Play-downs/Relegation; Kursiv: Statistik nicht vollständig)